# War Inc. Battle Zone
War inc. Battle Zone (Firestorm) — бесплатная многопользовательская компьютерная игра в жанре шутера от первого лица, разработанная русскими разработчиками из компании Arktos Entertainment Group и изданная компанией Gamenet в 2011.

## Описание
В одном бою могут участвовать до 32 игроков одновременно. Большой выбор экипировки в игре поможет сделать персонажа индивидуальным, подобрав ему снаряжение по вкусу игрока. Опытные команды могут проверить свои силы на режиме контроля точек, ведь этот режим требует слаженной командной игры. В режиме командной схватки можно преуспеть и в одиночку делая аккуратные точечные атаки по местам скопления оппонента.
В War inc. большой выбор вооружения. В немалом количестве присутствует оружие тактического применения: мины, растяжки, дымовые шашки. Таким образом для победы можно использовать самые изощренные тактики и стратегии ведения боя. Также в игре присутствует система развития персонажа. Причем можно развивать навыки стрельбы не только конкретным видом оружия, но и делать персонажа более стойким к выстрелам и осколкам от взрывов.

## WCG
24 июня 2011 года Оргкомитет World Cyber Games Russia включает игру в список официальных дисциплин турнира.